# پانفیلوف (قرقیزستان)
پانفیلوف (به لاتین: Panfilov) یک روستا در قرقیزستان است که در شهرستان پانفیلوف، قرقیزستان واقع شده‌است. پانفیلوف ۸٬۶۳۶ نفر جمعیت دارد.